# Tema (verb)
Tema är hur ett verb böjs, en kort sammanfattning av verbets paradigm. 
Varje språk har sitt eget särskilda sätt att böja verb. Det är långt ifrån alla där temabegreppet passar in. Paradigm är mer generellt.
I svenska delas verbens böjningsformer in i finita och infinita former:
Finita böjningsändelser:
- presens - springer
- preteritum - sprang

Infinita böjningsändelser:
- infinitiv - (att) springa
- supinum - sprungit
- presens particip - springande
- perfekt particip - sprungen

Ett verbs tema i svenska brukar anges som "infinitivt - preteritum - supinum": "springa - sprang - sprungit".  
Fler exempel:
- Att giva: giva-gav-givit
- Att taga: taga-tog-tagit
- Att säga: säga-sade-sagt
- Att skola: skola-skulle-skolat